# Flugplatz Grobnik/Grobničko Polje

i7
i11
i13
Der Sportflugplatz Grobnik/Grobničko Polje (kroat. Zračna luka Grobnik/Grobničko Polje, ICAO-Code: LDRG) ist 11 km nordöstlich von Rijeka entfernt.

## Verkehrsanbindung
Der Flughafen ist von Rijeka aus mit dem Auto über die Autobahn A6 zu erreichen. Des Weiteren gibt es eine Busverbindung nach Rijeka.